# Мортара
Мортара (італ. Mortara) — муніципалітет в Італії, у регіоні Ломбардія, провінція Павія.
Мортара розташована на відстані близько 480 км на північний захід від Рима, 45 км на південний захід від Мілана, 33 км на захід від Павії.
Населення — 15 448 осіб (2014).
Щорічний фестиваль відбувається 10 серпня. Покровитель — San Lorenzo Martire.

## Демографія
Населення за роками:

Станом на 1 січня 2023 року в муніципалітеті офіційно проживали 2694 іноземці з 81 країни, серед них 646 громадян країн Євросоюзу та 119 громадян України.

## Сусідні муніципалітети
- Альбонезе
- Кастелло-д'Агонья
- Черетто-Ломелліна
- Черньяго
- Гамболо
- Нікорво
- Олевано-ді-Ломелліна
- Парона
- Тромелло
- Віджевано